# خیری شلبی
خیری شلبی (زادهٔ ۳۱ ژانویه ۱۹۳۸ در روستای شباس عمیر، قلین – درگذشتهٔ ۹ سپتامبر ۲۰۱۱) رمان‌نویس مصری و یکی از مهم‌ترین نویسندگان معاصر مصر است. او در طول حیات ادبی‌اش ۷۰ کتاب نوشت که شامل ۲۰ رمان، مطالعت نقد ادبی، داستان‌های تاریخی، نمایش‌نامه و داستان‌های کوتاه‌است. خیری شاطر عموماً به عنوان نویسندهٔ رمان‌های «خیابان‌های مصری» شناخته می‌شود.

## زندگی
خیری شلبی در ۳۱ ژانویهٔ ۱۹۳۸ در روستای شباس عمیر در قلین مصر زاده شد.
در نهایت در ۹ سپتامبر ۲۰۱۱ درگذشت.

## آثار
- خدمتکار حشیش
- اقامتگاه
- سفرهای زمان مردی که ترشی و شیرینی می‌فروخت

## جوایز
شلبی جوایز متعددی در طول حیات ادبی‌اش از آن خود کرده بود که از مهم‌ترین آن‌ها می‌توان به جایزهٔ «نجیب محفوظ» دانشگاه آمریکایی قاهره در سال ۲۰۰۳، بهترین نویسندهٔ نمایشگاه کتاب قاهره در سال ۲۰۰۲ و «جایزهٔ تجلیل ادبیات» در سال ۲۰۰۵ اشاره کرد. او همچنین از سوی مؤسسهٔ «سفیران» نامزد دریافت جایزهٔ نوبل ادبیات شده بود.

## پی‌نوشت
1. ↑  «یاد خیری شلبی...»،  ایبنا.
2. ↑  Mehrez, “Children of Our Alley”, Egypt's Culture Wars, 53.
3. ↑  "Egyptian Novelist Khairy Shalaby Dies at 73", M. Lynx Qualey, Arabic Literature (in English), September 9, 2011
4. ↑  «یاد خیری شلبی...»،  ایبنا.
5. ↑  «یاد خیری شلبی...»،  ایبنا.
6. ↑  «یاد خیری شلبی...»،  ایبنا.